# Zwemmen op de Olympische Zomerspelen 2024 – 200 meter vrije slag vrouwen
De 200 meter vrije slag vrouwen op de Olympische Zomerspelen 2024 vond plaats van 26 t/m 28 juli 2024 in de Paris La Défense Arena. Regerend olympisch kampioen was Ariarne Titmus uit Australië.

## Records
Voorafgaand aan het toernooi waren dit het wereldrecord en het olympisch record
| Wereldrecord     | Ariarne Titmus | 1.52,23 | Brisbane | 12 juni 2024 |
| Olympisch record | Ariarne Titmus | 1.53,50 | Tokio    | 28 juli 2021 |

## Uitslagen
De zestien snelste zwemmers in de series kwalificeerden zich voor de halve finales, de snelste acht in de halve finales gingen door naar de finale.

### Series
| Rang | Serie | Baan | Naam                     | Land                         | Tijd    | Bijz. |
| ---- | ----- | ---- | ------------------------ | ---------------------------- | ------- | ----- |
| 1    | 3     | 4    | Mollie O'Callaghan       | Australië                    | 1.55,79 | Q     |
| 2    | 4     | 3    | Mary-Sophie Harvey       | Canada                       | 1.56,21 | Q     |
| 3    | 4     | 4    | Ariarne Titmus           | Australië                    | 1.56,23 | Q     |
| 4    | 2     | 3    | Li Bingjie               | China                        | 1.56,28 | Q     |
| 5    | 2     | 4    | Siobhán Haughey          | Hongkong                     | 1.56,38 | Q     |
| 6    | 2     | 5    | Claire Weinstein         | Verenigde Staten             | 1.56,48 | Q     |
| 7    | 3     | 3    | Erika Fairweather        | Nieuw-Zeeland                | 1.56,54 | Q     |
| 8    | 2     | 6    | Maria Fernanda Costa     | Brazilië                     | 1.56,65 | Q     |
| 9    | 4     | 5    | Yang Junxuan             | China                        | 1.56,83 | Q     |
| 10   | 3     | 5    | Barbora Seemanová        | Tsjechië                     | 1.57,02 | Q     |
| 11   | 4     | 6    | Erin Gemmell             | Verenigde Staten             | 1.57,23 | Q     |
| 12   | 3     | 2    | Valentine Dumont         | België                       | 1.57,50 | Q     |
| 13   | 2     | 2    | Lilla Minna Ábrahám      | Hongarije                    | 1.57,77 | Q     |
| 14   | 4     | 2    | Aimee Canny              | Zuid-Afrika                  | 1.57,81 | Q     |
| 15   | 3     | 7    | Snæfríður Jórunnardóttir | IJsland                      | 1.58,32 | Q     |
| 16   | 4     | 1    | Rebecca Diaconescu       | Roemenië                     | 1.59,29 | Q     |
| 17   | 4     | 7    | Julia Mrozinski          | Duitsland                    | 1.59,87 |       |
| 18   | 2     | 1    | Enkhkhuslen Batbayar     | Mongolië                     | 1.59,94 |       |
| 19   | 2     | 7    | Lea Polonsky             | Ierland                      | 2.00,38 |       |
| 20   | 3     | 1    | María Yegres             | Venezuela                    | 2.00,66 |       |
| 21   | 4     | 8    | Andrea Becali            | Cuba                         | 2.03,38 |       |
| 22   | 3     | 8    | Julimar Ávila            | Honduras                     | 2.04,88 |       |
| 23   | 1     | 4    | Dhinidhi Desinghu        | India                        | 2.06,96 |       |
| 24   | 2     | 8    | Lojine Abdalla Salah     | Egypte                       | 2.07,19 |       |
| 25   | 1     | 5    | Ariana Dirkzwager        | Laos                         | 2.07,22 |       |
| 26   | 1     | 3    | Jehanara Nabi            | Pakistan                     | 2.10,69 |       |
| 27   | 1     | 6    | Kaltra Meca              | Albanië                      | 2.12,21 |       |
| 28   | 1     | 7    | Maha Alshehhi            | Verenigde Arabische Emiraten | 2.17,17 |       |
| 29   | 1     | 1    | Mashael Meshari A Alayed | Saoedi-Arabië                | 2.19,61 |       |
| 30   | 1     | 2    | Duana Lama               | Nepal                        | 2.20,74 |       |
| –    | 3     | 6    | Nikolett Pádár           | Hongarije                    | DSQ     |       |

### Halve finales
| Rang | Serie | Baan | Naam                     | Land             | Tijd    | Bijz. |
| ---- | ----- | ---- | ------------------------ | ---------------- | ------- | ----- |
| 1    | 2     | 5    | Ariarne Titmus           | Australië        | 1.54,64 | Q     |
| 2    | 2     | 4    | Mollie O'Callaghan       | Australië        | 1.54,70 | Q     |
| 3    | 1     | 3    | Claire Weinstein         | Verenigde Staten | 1.55,24 | Q     |
| 4    | 2     | 3    | Siobhán Haughey          | Hongkong         | 1.55,51 | Q     |
| 5    | 2     | 2    | Yang Junxuan             | China            | 1.55,90 | Q     |
| 6    | 1     | 2    | Barbora Seemanová        | Tsjechië         | 1.56,06 | Q     |
| 7    | 2     | 6    | Erika Fairweather        | Nieuw-Zeeland    | 1.56,31 | Q     |
| 8    | 1     | 4    | Mary-Sophie Harvey       | Canada           | 1.56,37 | Q     |
| 9    | 2     | 7    | Erin Gemmell             | Verenigde Staten | 1.56,46 |       |
| 10   | 1     | 5    | Li Bingjie               | China            | 1.56,56 |       |
| 11   | 1     | 6    | Maria Fernanda Costa     | Brazilië         | 1.56,89 |       |
| 12   | 1     | 1    | Aimee Canny              | Zuid-Afrika      | 1.57,34 |       |
| 13   | 1     | 7    | Valentine Dumont         | België           | 1.57,50 |       |
| 14   | 2     | 1    | Lilla Minna Ábrahám      | Hongarije        | 1.57,78 |       |
| 15   | 2     | 8    | Snæfríður Jórunnardóttir | IJsland          | 1.58,78 |       |
| 16   | 1     | 8    | Rebecca Diaconescu       | Roemenië         | 1.59,58 |       |

### Finale
| Rang   | Naam | Land               | Tijd             | Baan    | Bijz. |
| ------ | ---- | ------------------ | ---------------- | ------- | ----- |
| Goud   | 5    | Mollie O'Callaghan | Australië        | 1.53,27 | OR    |
| Zilver | 4    | Ariarne Titmus     | Australië        | 1.53,81 |       |
| Brons  | 6    | Siobhán Haughey    | Hongkong         | 1.54,55 |       |
| 4      | 8    | Mary-Sophie Harvey | Canada           | 1.55,29 |       |
| 5      | 2    | Yang Junxuan       | China            | 1.55,38 |       |
| 6      | 7    | Barbora Seemanová  | Tsjechië         | 1.55,47 |       |
| 7      | 1    | Erika Fairweather  | Nieuw-Zeeland    | 1.55,59 |       |
| 8      | 3    | Claire Weinstein   | Verenigde Staten | 1.56,60 |       |